# BLK 일레누스
BLK 일레누스는 중국의 자동차 회사인 'CHTC 킨윈'의 계열사인 BLK(Bonluck)에서 만드는 중형급의 전기버스이자 저상버스이다. 대한민국에서는 성남시내버스, 산본여객, 영신버스에서 운행 중이다.

## 특징
BLK 일레누스는 중국의 자동차 회사인 CHTC 킨윈의 산하 회사이자 자회사인 BLK에서 만드는 중형급의 전기버스이자 저상버스이다. 세계 최대 배터리 업체인 CATL의 대용량 배터리가 장착되었기 때문에 전기버스로서 연비가 매우 우수하며 한번 충전하면 최대 300km까지 주행이 가능하고 내구성이 높다는 좋은 장점이 있는 버스이다. 이외에도 일레누스는 분할형 유리창을 장착하여 유지 보수에 있어서도 우수하며 언덕길과 경사로에서 우수한 주행성과 등판 능력을 자랑하는 435 마력의 고출력 모터가 장착되어있고 급경사 내리막길에선 안전한 WABCO 제동장치의 체계도 가지고 있다. 앞바퀴의 공간엔 좌석은 없지만 대신 짐을 실을 수가 있는 공간이 마련되어 있으며 앞바퀴를 기점으로 총 6개의 입석 공간이 마련되어 있고 뒷문을 기점으로 뒷공간엔 2x2배열의 좌석이 마련되어 있다. 현재 대한민국에선 성남시내버스, 산본여객, 영신버스에서 일레누스를 수입하여 운영 중에 있다.

## 같이 보기
- 저상버스
- 전기버스